# Esgrima nos Jogos Olímpicos de Verão de 1924
A esgrima nos Jogos Olímpicos de Verão de 1924 foi realizado em Paris, na França, com sete eventos disputados. Pela primeira vez foi incluído um evento feminino da esgrima com a disputa de florete individual.

## Eventos da esgrima
Masculino: Florete individual | Espada individual | Sabre individual | Florete por equipe | Espada por equipe | Sabre por equipe
Feminino: Florete individual

## Masculino

### Florete individual masculino
| Pos. | País          | Atletas           |
| ---- | ------------- | ----------------- |
|      | França (FRA)  | Roger Ducret      |
|      | França (FRA)  | Philippe Cattiau  |
|      | Bélgica (BEL) | Maurice van Damme |

### Espada individual masculino
| Pos. | País          | Atletas            |
| ---- | ------------- | ------------------ |
|      | Bélgica (BEL) | Charles Delporte   |
|      | França (FRA)  | Roger Ducret       |
|      | Suécia (SWE)  | Nils Erik Hellsten |

### Sabre individual masculino
| Pos. | País          | Atletas      |
| ---- | ------------- | ------------ |
|      | Hungria (HUN) | Sándor Posta |
|      | França (FRA)  | Roger Ducret |
|      | Hungria (HUN) | János Garay  |

### Florete por equipe masculino
| Ouro | Prata | Bronze                                                                                        |
| FRA França Lucien Gaudin Philippe Cattiau Jacques Coutrot Roger Ducret Henri Jobier André Labatut Guy De Luget Josef Peroteaux | BEL Bélgica Désiré Beurain Charles Crahay Orphille de Montigny Maurice van Damme Marcel Berré Albert de Roocker | HUN Hungria László Berti Sándor Posta Zoltán Schenker Ödön Tersztyánszky István Lichteneckert |

### Espada por equipe masculino
| Ouro | Prata | Bronze |
| FRA França Lucien Gaudin Georges Buchard Roger Ducret André Labatut Lionel Liottel Alexandre Lippmann Georges Tainturier | BEL Bélgica Paul Anspach Joseph de Craecker Charles Delporte Orphille de Montigny Ernest Gevers Léon Tom | ITA Itália Giulio Basletta Marcello Bertinetti Giovanni Canova Vincenzo Cuccia Virgilio Mantegazza Oreste Moricca |

### Sabre por equipe masculino
| Ouro | Prata | Bronze |
| ITA Itália Renato Anselmi Guido Balzarini Marcello Bertinetti Bino Bini Vincenzo Cuccia Oreste Moricca Oreste Puliti Giulio Sarrocchi | HUN Hungria László Berti János Garay Sándor Posta József Rády Zoltán Schenker László Szechy Ödön Tersztyánszky Jenõ Uhlyárik | NED Países Baixos Adrianus de Jong Jetze Doorman Hendrik Scherpenhuyzen Jan van der Wiel Maarten van Dulm Henri Wynoldy-Daniëls |

## Feminino

### Florete individual feminino
| Pos. | País               | Atletas         |
| ---- | ------------------ | --------------- |
|      | Dinamarca (DEN)    | Ellen Osiier    |
|      | Grã-Bretanha (GBR) | Gladis Davis    |
|      | Dinamarca (DEN)    | Grete Heckscher |

## Quadro de medalhas da esgrima
| Ordem | País              | Medalha de ouro | Medalha de prata | Medalha de bronze | Total |
| ----- | ----------------- | --------------- | ---------------- | ----------------- | ----- |
| 1     | FRA França        | 3               | 3                | 0                 | 6     |
| 2     | BEL Bélgica       | 1               | 2                | 1                 | 4     |
| 3     | HUN Hungria       | 1               | 1                | 2                 | 4     |
| 4     | DEN Dinamarca     | 1               | 0                | 1                 | 2     |
| 4     | ITA Itália        | 1               | 0                | 1                 | 2     |
| 6     | GBR Grã-Bretanha  | 0               | 1                | 0                 | 1     |
| 7     | NED Países Baixos | 0               | 0                | 1                 | 1     |
| 7     | SWE Suécia        | 0               | 0                | 1                 | 1     |